# Gerhard Rohlfs (esploratore)
Friedrich Gerhard Rohlfs (Vegesack, 14 aprile 1831 – Bad Godesberg, 2 giugno 1896) è stato un esploratore tedesco.

## Biografia
Laureatosi in medicina, dopo aver prestato servizio militare in Austria, si arruolò nel 1851 nella Legione straniera francese prestando servizio in Algeria.
Trasferitosi nel Marocco nel 1861, compì viaggi di esplorazione nell'interno dell'Africa, toccando Agadir sull'Atlantico, l'oasi di Figuig lungo l'attuale confine tra il Marocco e l'Algeria, l'oasi di Tidikelt nel Sahara algerino e Tripoli, attraverso Touat e il Fezzan.
Nel 1866 raggiunse il fiume Benue, che navigò fino alla sua confluenza nel Niger, discendendo poi questo grande fiume fino alla foce nel Golfo di Guinea. In seguito esplorò ancora la parte centrale del Sahara, la Libia (oasi di Augila nel 1869 e oasi di Cufra nel 1878), l'Egitto e l'Etiopia.

## Opere
- Reise durch Marokko, Übersteigung des großen Atlas. Exploration der Oasen von Tafilelt, Tuat und Tidikelt und Reise durch die große Wüste über Rhadames nach Tripolis, del 1868.
- Im Auftrage Sr. Majestät des Königs von Preußen mit dem Englischen Expeditionskorps in Abessinien, del 1869.
- Land und Volk in Afrika, del 1870.
- Von Tripolis nach Alexandria, 2 volumi, del 1871.
- Mein erster Aufenthalt in Marokko und Reise vom Atlas durch die Oasen Draa und Tafilelt, del 1873.
- Quer durch Afrika. Reise vom Mittelmeer nach dem Tschad-See und zum Golf von Guinea, 2 volumi, del 1874-1875.
- Drei Monate in der libyschen Wüste, del 1875.
- Beiträge zur Entdeckung und Erforschung Afrikas. Berichte aus den Jahren 1870-1875, del 1876.
- Kufra. Reise von Tripolis nach der Oase Kufra, ausgeführt im Auftrage der afrikanischen Gesellschaft in Deutschland, del 1881.
- Neue Beiträge zur Entdeckung und Erforschung Afrikas, del 1881.
- Expedition zur Erforschung der Libyschen Wüste unter den Auspizien Sr. H. d. Chedive von Ägypten im Winter 1874/1875 ausgeführt, del 1883.
- Meine Mission nach Abessinien. Auf Befehl Sr. Maj. des deutschen Kaisers, im Winter 1880/1881 unternommen, del 1883.
- Angra Pequena, del 1884.
- Quid novi ex Africa, del 1886.